# ケマンソウ
ケマンソウ（学名 Lamprocapnos spectabilis）はケマンソウ亜科の多年草。観賞用によく栽培され、花色は桃色のほかに白がある。別名タイツリソウともいう。ケマンは仏具の華鬘から。

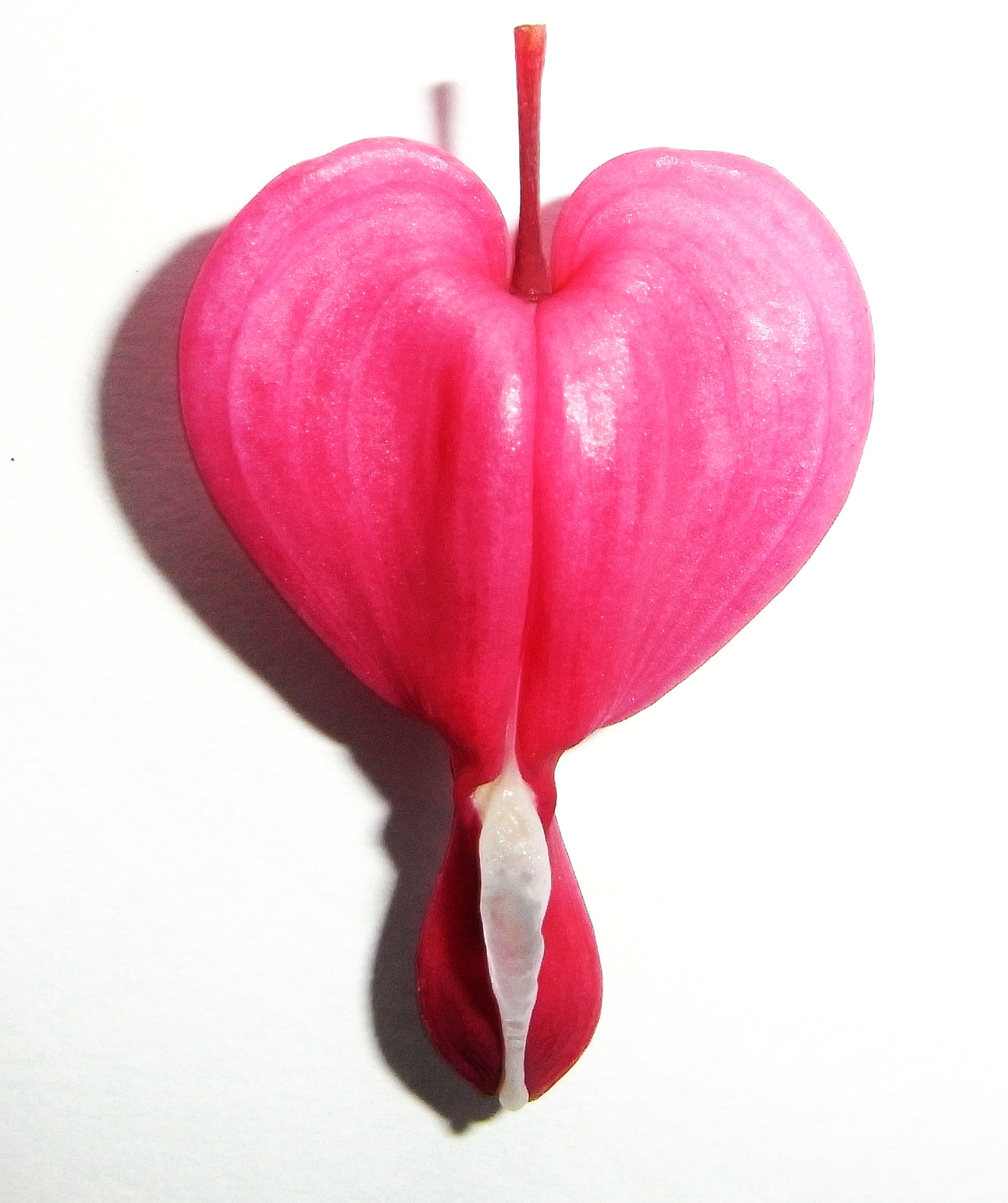

## 特徴
草丈は30-60cm程になり、葉が緑白色を帯びる。2回3出羽状複葉で小葉は細裂する。
花期は4-6月で、斜めに伸びた総状花序にコマクサに似たハート型の花を付ける。花茎はアーチ状に湾曲する。花茎一本に花が最大で15輪ほど釣り下がって咲き、あたかも鯛が釣竿にぶら下がっているように見えるため、「タイツリソウ」の名が付いた。9月ごろに地上部が枯れて休眠に入る。株分けで増やすことが出来る。

## 毒性
全草、特に根茎と葉にビククリン、プロトピンなどを含む。誤食した場合、嘔吐・下痢・呼吸不全・心臓麻痺などを引き起こす。

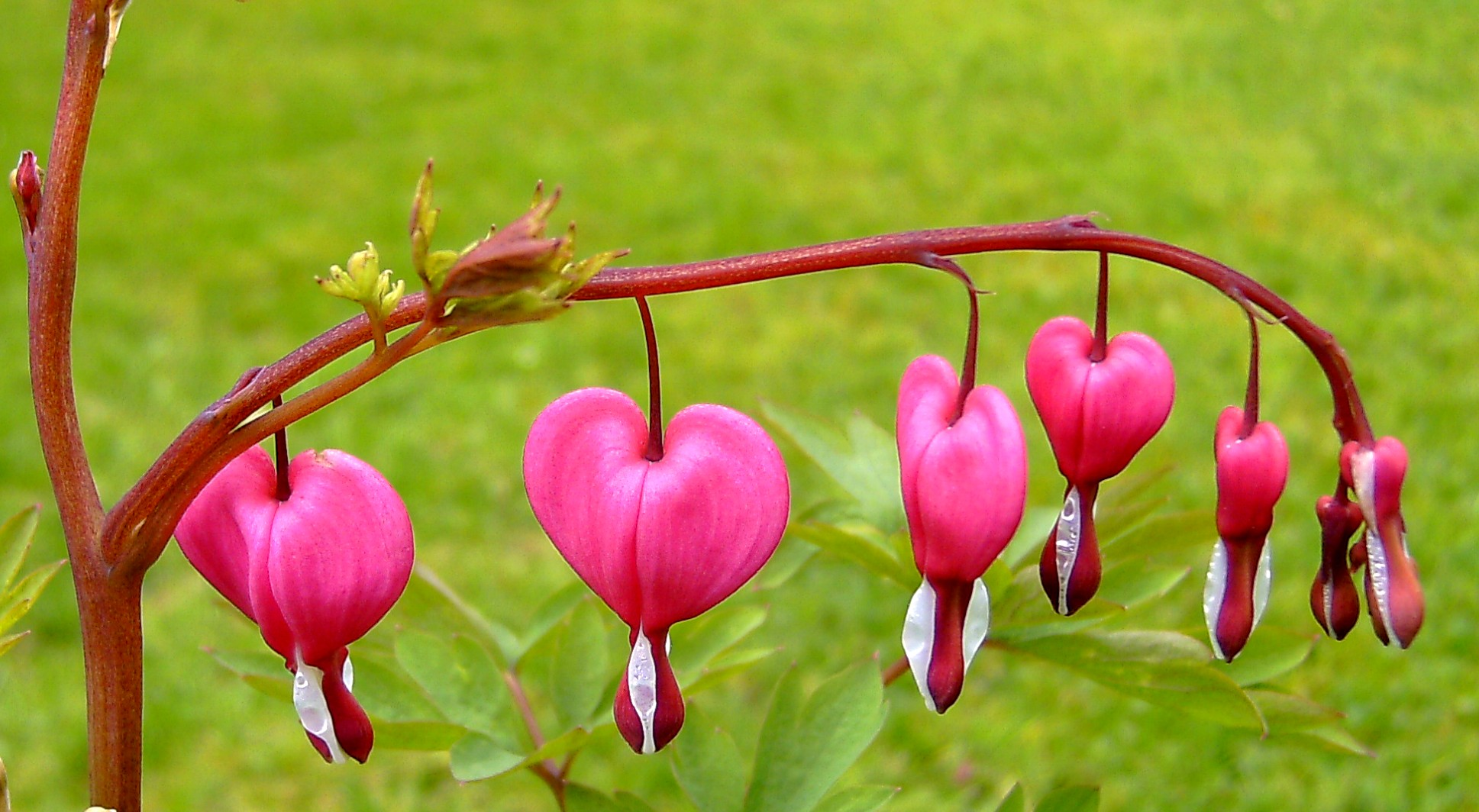